# Dettlef Günther
Dettlef Günther (někdy uváděn jako Detlef Günther; * 27. srpna 1954, Erlabrunn) je bývalý německý sáňkař. Reprezentoval Německou demokratickou republiku („Východní Německo“).
Na olympijských hrách v Innsbrucku roku 1976 vyhrál závod jednotlivců. Stal se tak nejmladším sáňkařem historie, který kdy vyhrál sáňkařský olympijský závod a držel tento rekord třicet let, než ho překonal Felix Loch. Zlato má i z mistrovství světa kde vyhrál individuální závod roku 1979. Rovněž tak je mistrem Evropy z roku 1975. Po skončení závodní kariéry se živil jako sáňkařský trenér, po znovusjednocení Německa začal pracovat v kovodělném průmyslu.